# MT Андромеды
MT Андромеды (лат. MT Andromedae) — двойная затменная переменная звезда типа W Большой Медведицы (EW) в созвездии Андромеды на расстоянии приблизительно 3494 световых лет (около 1071 парсека) от Солнца. Видимая звёздная величина звезды — от +15,3m до +14,8m. Орбитальный период — около 0,3588 суток (8,6107 часов).

## Характеристики
Первый компонент — жёлтый карлик спектрального класса G3. Радиус — около 1,24 солнечного, светимость — около 1,631 солнечной. Эффективная температура — около 5867 K.
Второй компонент — жёлтый карлик спектрального класса G3.